# Hansgeorg Mühe
Hansgeorg Mühe (* 26. Mai 1929 in Cottbus; † 1. Oktober 2022 in Bad Berka) war ein deutscher Musikwissenschaftler und Komponist.

## Leben
Mühe wuchs in Wurzen auf, wo er auch das Abitur ablegte. Klavier- und Musikunterricht erhielt er zunächst bei Friedrich Spiegel. Er studierte dann Klavier und Komposition an der Staatlichen Hochschule für Musik – Mendelssohn-Akademie und Musikwissenschaft an der Karl-Marx-Universität Leipzig; seinen Lebensunterhalt verdiente er sich als Korrepetitor am Wurzener Theater. 1961 wurde er an der Philosophischen Fakultät der Universität Leipzig mit der Dissertation Untersuchungen über den Einfluß instrumentaler Musik auf die Entwicklung der musikalischen Harmonik und ihre Bedeutung für den musiktheoretischen Unterricht promoviert. 1968 folgte die Habilitation zum Thema Zur Intonation des deutschen Schlagers: Untersuchungen an in der DDR gespielten Evergreens. Ab 1974 lehrte er an der Hochschule für Musik Franz Liszt Weimar, wo er von 1984 bis 1996 Professor war. Mühe war bis 1999 für die FDP Stadtrat in Kranichfeld, und wurde am 18. Juli 2020 mit der Ehrenbürgerwürde der Stadt Kranichfeld ausgezeichnet.

## Publikationen (Auswahl)
- Musikanalyse: Methode, Übung, Anwendung. Deutscher Verlag für Musik, Leipzig 1978.
- Harmonikprobleme in systematischer Darstellung. Deutscher Verlag für Musik, Leipzig 1986.
- Stilkunde der Musik. Deutscher Verlag für Musik, Leipzig 1989.
- Die Musik von Andrew Lloyd Webber. Kovač, Hamburg 1993, ISBN 3-86064-126-3.
- Über die Musik unserer Nachbarn in Europa. Kovač, Hamburg 1994, ISBN 3-86064-182-4.
- Unterhaltungsmusik: Ein geschichtlicher Überblick. Kovač, Hamburg 1996, ISBN 3-86064-410-6.
- Kommentare zu den Préludes op. 28 von F. Chopin: Mit Klangbeispielen auf beigefügter CD-ROM. Kovač, Hamburg 1999, ISBN 3-8300-0014-6.
- Balladen und Lieder von Carl Loewe: Gedanken zu Loewes kompositorischem Schaffen anhand einiger ausgewählter Werke. Kovač, Hamburg 2002, ISBN 3-8300-0557-1.
- Formen und Strukturen in der Musik: Eine Formenlehre. Kovač, Hamburg 2018, ISBN 978-3-8300-9860-7.